# Spondé (lune)
Spondé (J XXXVI Sponde) est un satellite naturel de Jupiter. Il fut découvert en 2001 (d'où sa désignation temporaire S/2001 J 5).
Il appartient au groupe de Pasiphaé, constitué de lunes irrégulières et rétrogrades qui orbitent Jupiter à des distances entre 22,8 et 24,1 Gm et à des inclinaisons variant de 144,5° à 158,3°.
Cette lune tire son nom de Spondé, l'une des Heures (Horae), celle qui présidait aux libations versées après le repas. Les Heures, déesses du temps et des saisons de l'année, étaient les filles de Zeus et Thémis.